# Bandenlichter

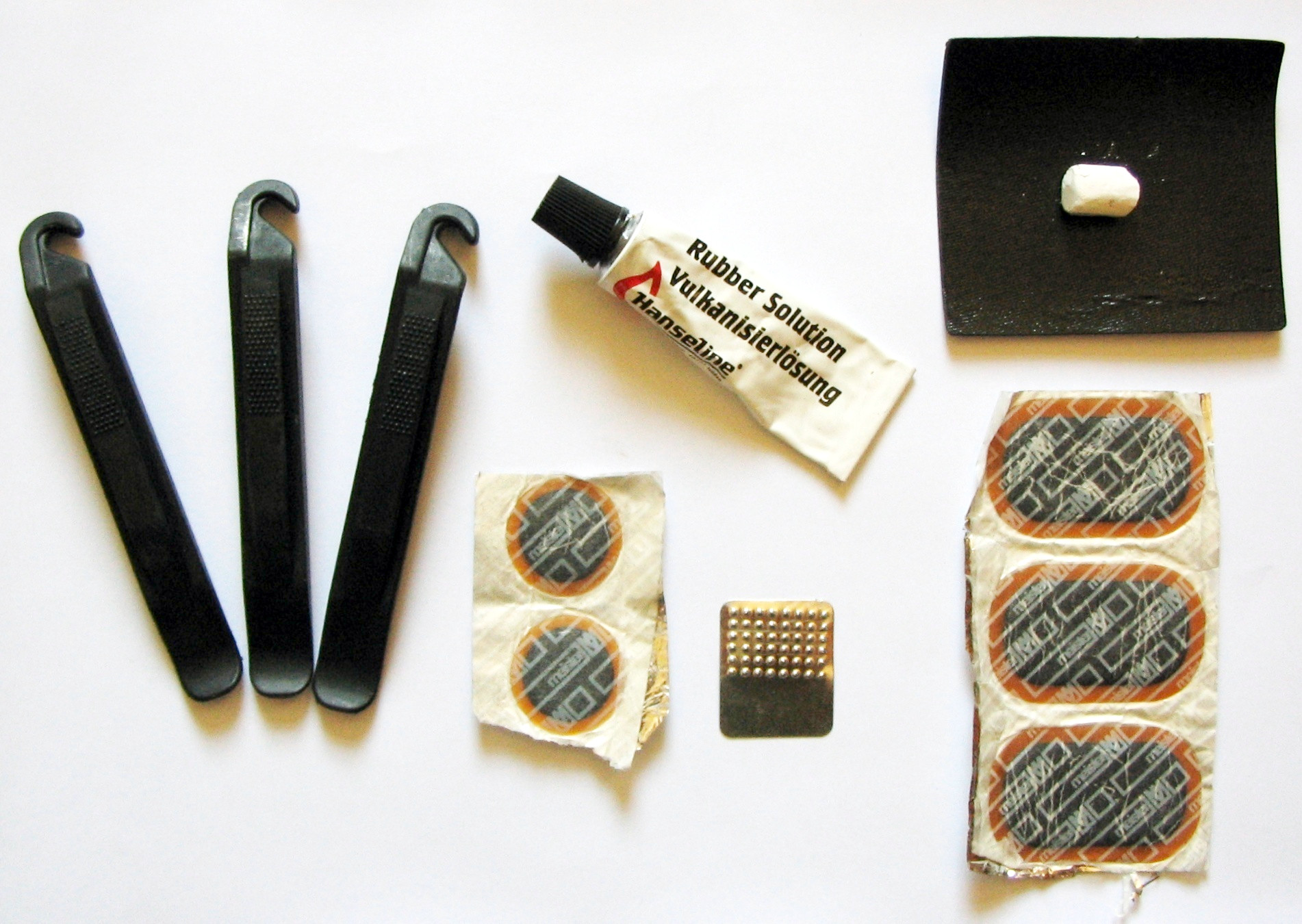
Reparatiematerialen voor de binnenband van een fiets. Links in de afbeelding drie bandenlichters

Een bandenlichter (of bandenwipper) is een stuk gereedschap geschikt om een buitenband van de velg te lichten.
Normaal gesproken zijn bandenlichters van kunststof of metaal. Vaak worden ze per drie verkocht, meestal in een reparatiedoos. Hoewel per drie verkocht is het vaak mogelijk om met slechts twee bandenlichters een buitenband van de velg te lichten.
Een bandenlichter heeft aan een kant een afgeplat uiteinde, dat extra vormgegeven kan zijn om meer grip op de buitenband te houden bij het lichten. Het andere uiteinde heeft soms een inkeping, die bedoeld is als mogelijkheid om de bandenlichter vast te zetten achter een spaak.
Het terug op de velg leggen van de buitenband dient met de hand te gebeuren ook als dat zwaar gaat, de hulp van een bandenlichter zal namelijk meestal een lek in de binnenband drukken. 

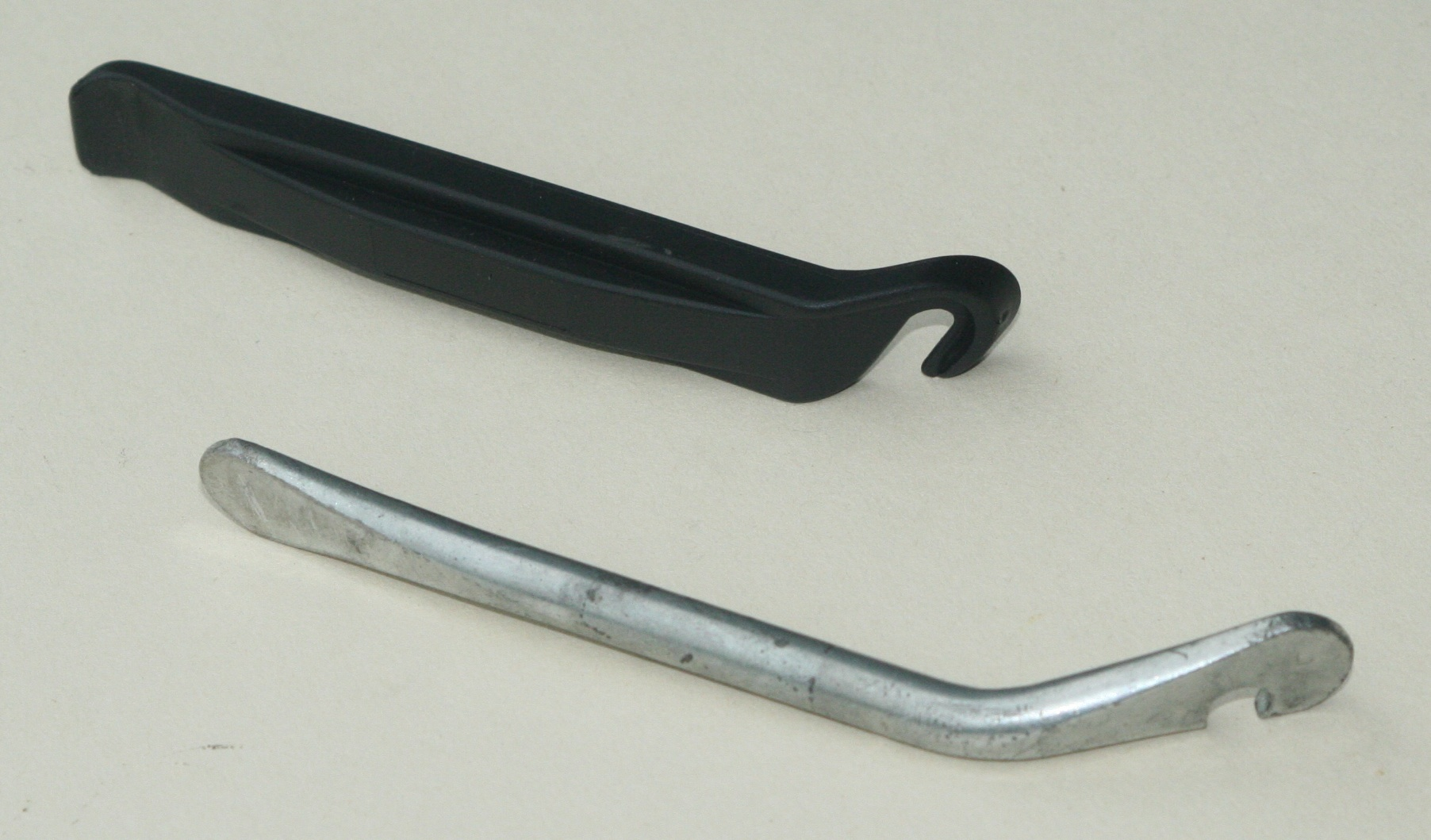